# تيريل اوندان
تيريل اوندان (9 سبتمبر 1993 بأمستردام في هولندا - ) هو لاعب كرة قدم هولندي في مركز مهاجم ‏. شارك مع منتخب هولندا تحت 21 سنة لكرة القدم. أما مع النوادي، فقد لعب مع فيلم تو تيلبورغ ونادي تلستار ‏.

## روابط خارجية
- تيريل اوندان على موقع قاعدة بيانات كرة القدم.إي يو (الإنجليزية)
- تيريل اوندان على موقع ناشيونال فوتبول تيمز (الإنجليزية)
- تيريل اوندان على موقع Soccerway.com (الإنجليزية)
- تيريل اوندان على موقع عالم كرة القدم.نت (الإنجليزية)